# 狼爪

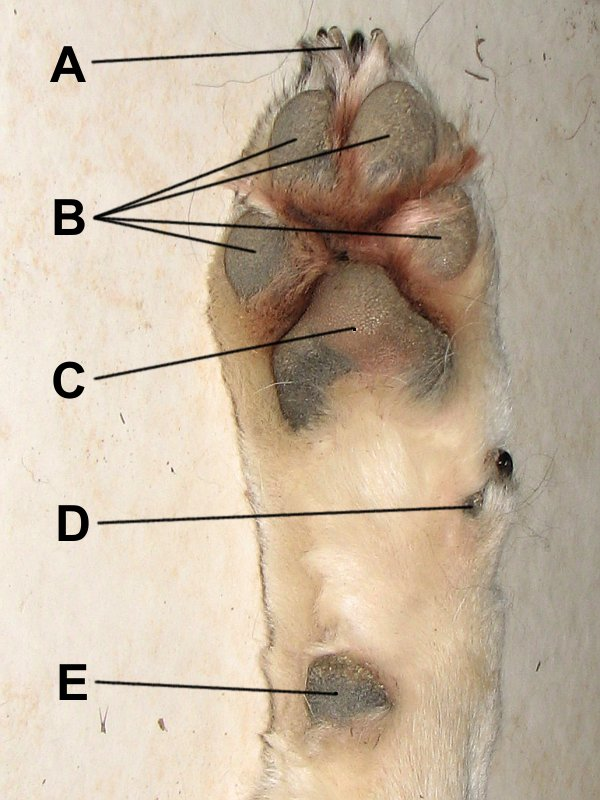
犬の前足。"D"の部分が狼爪。

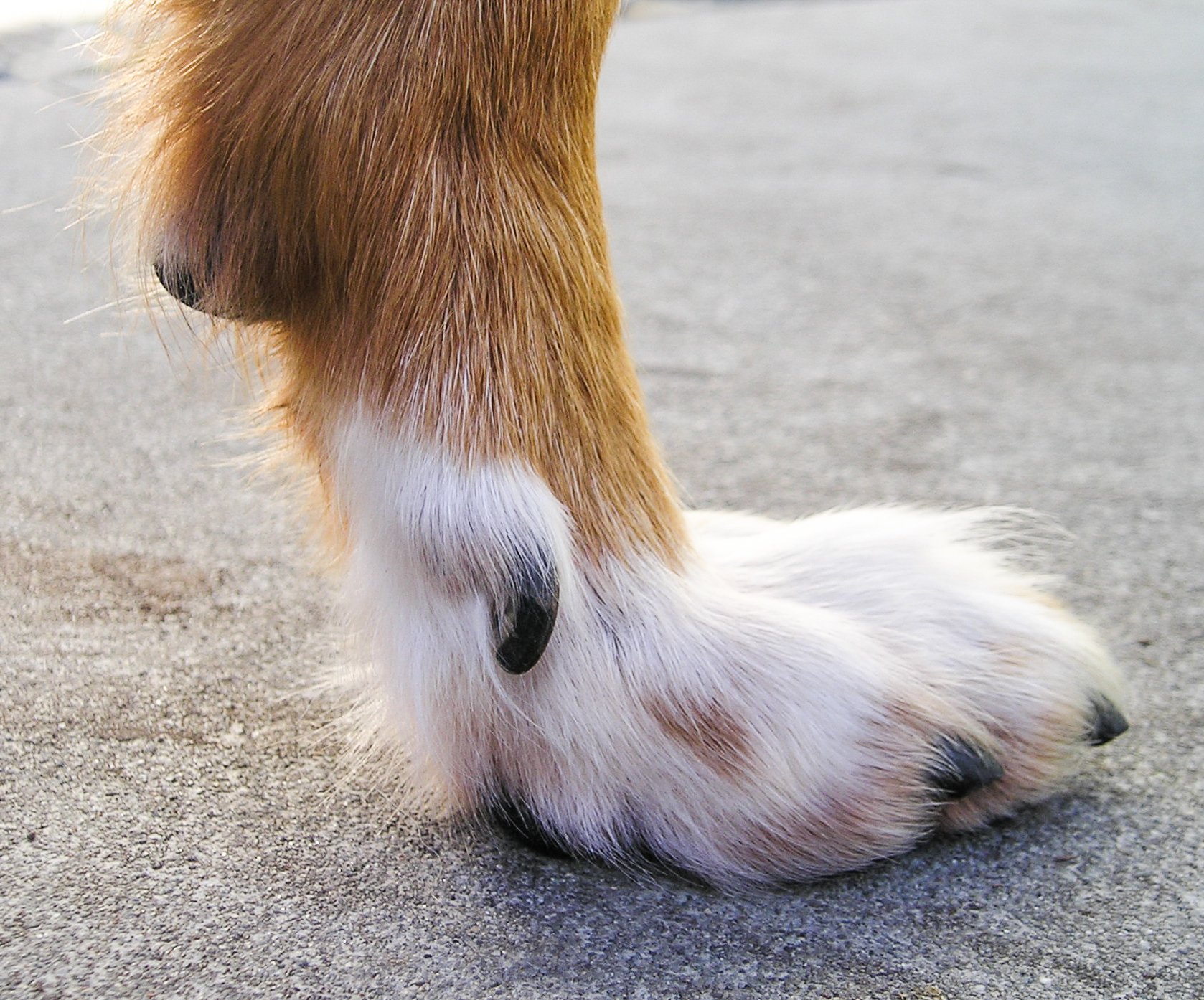
この犬の狼爪は地面につくことがないので爪が伸びてしまっている。

狼爪（ろうそう）は足指の痕跡器官であり、俗に言う犬の親指である。多くの哺乳類、鳥類、爬虫類にある。（獣脚類のような絶滅したいくつかの種も含まれる。）
狼爪は通常、足の高い位置に生えるため、趾行動物の場合は立った時に狼爪は地面につかない。狼爪は、おそらく犬のものが最もよく知られている。子犬の間に狼爪を切除することがよく行われるが、切除の必要性については議論がある。

## 犬
犬の狼爪は、ほとんどの場合前足の内側にあり、時折隠れている 。
ほとんどの品種で前部の狼爪とは異なり、後部の狼爪は骨の一部か、または筋肉組織として捉えられる。いくつかの品種の犬は1つの足に複数の狼爪を持っている場合も見られる。
通常の前足の狼爪に加え、別の狼爪がある時は二重狼爪と言う。
狼爪が犬の牽引力の助けになっている事には議論があり、いくつかの犬種では犬が走る際に地面との接触によって、狼爪は爪(en:nail)と他の爪先の爪と同じように磨り減る。しかし、多くの犬の狼爪は地面に触れる事が決してなく、狼爪の爪もすり減ることはないのでしばしば安全な長さを保つために爪切りする。
狼爪は死んだ付属器ではなく、物を掴む事ができる。しかし、いくつかの品種の犬の狼爪は、脚と皮膚でしかつながっていないように見える。このような犬の狼爪は、容易に曲がってしまうので掴む事に使うのは容易ではない。
狼爪を外科的に除去すべきかどうかには議論がある。外科的に除去すること自体は容易だが、術後疼痛や術後感染のリスクもあり、切除を行う場合は相応の医療機関で行われなければならない。
猟犬は走っている間に伸びすぎた植物が狼爪を裂いてしまうことがあるため、積極的に切除を行う場合がある。
グレートピレニーズの狼爪は骨の構造上、足に付いている。狼爪の除去は、品種によっては有害になる。加えて、特にアジリティのような犬のスポーツ(en:dog sports)を行う場合、犬によっては狼爪は走る際に地面につくので、走るスピードや方向転換には不利になる。
アメリカでは、ブリーダーによって“dew clawed”な子犬が売られている。これは狼爪が(獣医師によって)除去されたものであり、健康上および安全上の理由からと認知されている。いくつかの品種の標準(breed standard)では、狼爪の除去は要求される。

### 後足の狼爪
繁殖された犬や犬によっては他の爪を持つものもあるが、犬科の動物は後ろ足に4つの爪を持つ。
後足の5番目の爪は専門用語で、hind-limb-specific preaxial（後肢特異軸前性多指症）と呼ばれる。
後ろの狼爪はいくつかの遺伝機構が原因で、これらはLMBR1(en:LMBR1)遺伝子とゲノム部分の関係を含んだものと考えられる。
後ろの狼爪は、指骨が無く肌のみが付いているものになる。

## 猫

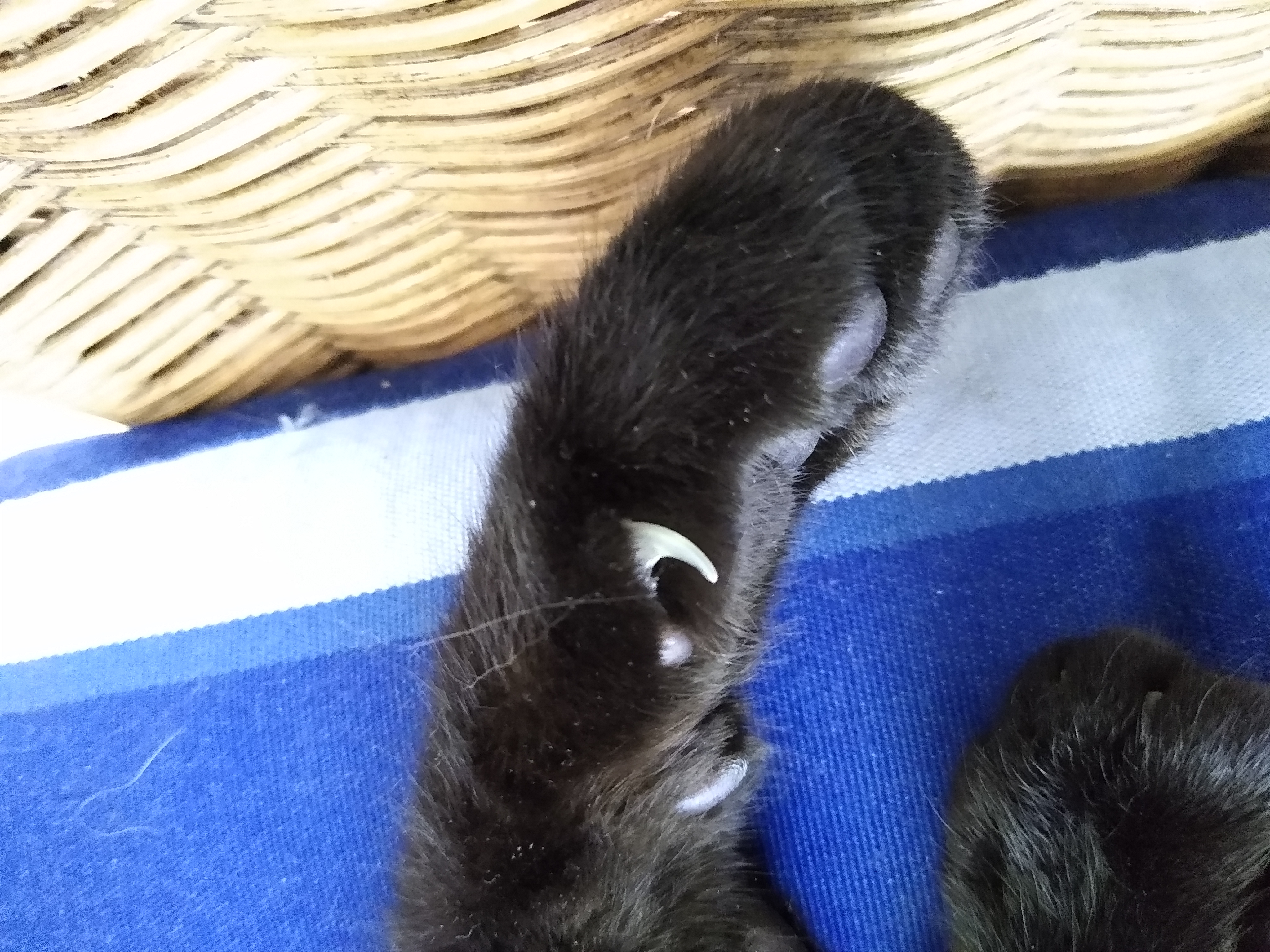
猫の狼爪

猫の場合、狼爪はある場合とない場合がある。犬同様、地面と接しないため削れず巻き爪になる場合がある。

## 蹄のある動物

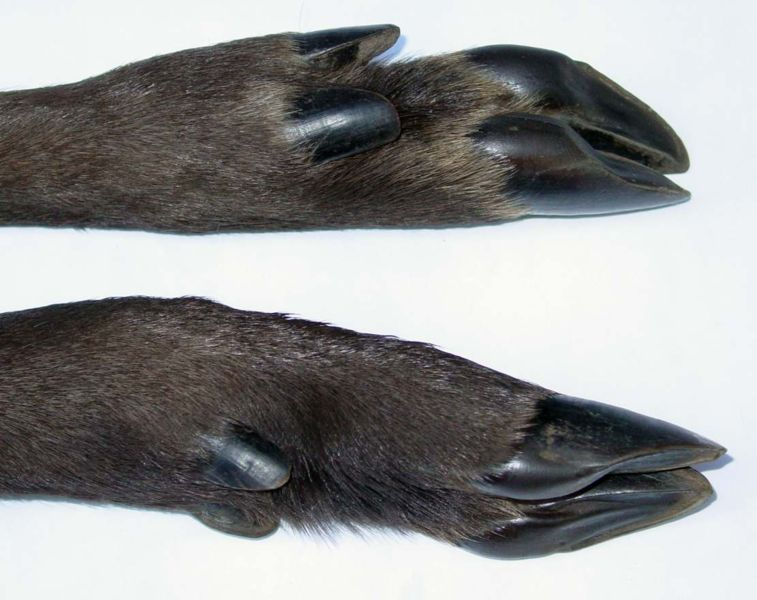
ノロジカの双蹄(ノロジカ)にある狼爪。狼爪は副蹄（ふくてい）、測蹄などとも呼ばれ、ストッパーとしての役割がある。

蹄のある動物は、蹄（特殊な爪先の先端）で歩く。
双蹄(en:Cloven-hoofed)の動物は両方の蹄の中心で歩くが、狼爪は大抵の場合その両足の外側にある。
狼爪は蹄よりも少し上部にあり、蹄とつくりが似ている。

- （ウシのような）これらの種の狼爪は、蹄に比べて地面に着く事が無いか、少ない。
- (イノシシ属とシカの多くのような)他は、狼爪が蹄に比べ小さいだけでジャンプする時や柔らかい地面に着地する際に接地する。
- (キリンと近代のウマのような)蹄のある動物には狼爪は無い。